# Megyei vezető (USA)
Az Amerikai Egyesült Államok helyi igazgatásában a megyei vezető, vagy megyei adminisztrátor felelős a megyék adminisztratív igazgatásáért.
Egyes megyékben ezt a szerepez a megyei végrehajtás (a megnevezés jelölhet közvetlenül, illetve közvetve megválasztott és kinevezett személyt is), vagy adminisztrációs főosztályvezető (chief administrative officer, CAO) tölti be. A megyei vezető nagyobb hatáskörrel rendelkezik a CAO-nál.
A Megyei Adminisztrátorok Nemzeti Szövetsége (National Association of Country Administrators, NACA) tömöríti a megyei adminisztrátorokat.

## Története
A megyei adminisztrátor, vagy vezető titulusát, amely egy tanács-vezetői kormány ellenőrzése alatt működik, annak a törekvésnek a részeként jött létre, hogy függetlenítsék a megyék vezetését a pártoktól és egy külső személy (általában vállalkozó, vagy mérnök) kezébe adják a helyi irányítást, abban a reményben, hogy a megyei vezető semleges tud maradni a pártpolitika viharaiban.

## Feladatai
Mint a megye legfelsőbb vezetője, a megyei adminisztrátor/vezető felelős minden nem napi jellegű ügyért a megyében, más szerepkörök mellett.
A legfontosabb feladatai a következők:
- A napi feladatok intézésének felügyelete közvetlenül és osztályvezetők közbeiktatásával.
- A megyei hivatalok alkalmazottainak felvételének, elbocsátásának, fegyelmi eljárásainak és felfüggesztésének felügyelete.
- A megyei költségvetés elkészítése, amit minden évben be kell nyújtania a megyei tanácsnak.
- Műszaki tanácsadás a megyei tanácsban és a kormányzati műveletek során.
- A polgárokkal, civil szervezetekkel, üzletemberekkel és helyi birtokosokkal való kapcsolattartás.
- A megyei szervek működésének összehangolása.
- A megyei gyűlések megszervezése. Ezeken azonban nincs szavazati joga.
- A megyei tanács rá ruházhat egyéb feladatokat is.[4][5]

A feladatok köre a helyi törvényekkel összefüggésben változhat.

## Profil
Napjainkban a megyei vezetőtől elvárják, hogy rendelkezzen adminisztratív szerepkörben szerzett diplomával és legalább hét év tapasztalattal valamilyen helyi kormányzati szerepben, vagy mint a megyei vezető asszisztense. A megyei vezetők általában 7-8 évig maradnak hivatalukban, amely az évek során növekedett. A mandátum időtartama a kisebb közösségekben rövidebb, a nagyobbakban hosszabb, továbbá függ a megye elhelyezkedésétől is.